# Isla San Julián
La isla San Julián (en inglés: First Island) es la de mayor longitud, la segunda en tamaño y la más austral de las islas del Pasaje, que integran el archipiélago de las Malvinas.. Se localiza al oeste de Gran Malvina, cerca de la punta San Julián, entre la bahía San Julián y la bahía 9 de Julio. El paso Este la separa de la Gran Malvina.